# Сангван, Сумит
Сумит Сангван (там. சுமித் சங்வான்; род. 1 января 1993, Шекхпура, Пенджаб) — индийский боксёр, представитель полутяжёлой и первой тяжёлой весовых категорий. Выступает за национальную сборную Индии по боксу с 2009 года, серебряный призёр чемпионата Азии, победитель и призёр турниров международного значения, участник летних Олимпийских игр в Лондоне.

## Биография
Сумит Сангван родился 1 января 1993 года в деревне Шекхпура округа Патиала штата Пенджаб, Индия.
Заниматься боксом начал в возрасте 11 лет, проходил подготовку в местном боксёрском зале, устроенном его дядей. Быстро прогрессировал, уже в 16 лет стал лучшим в своём штате и вышел на национальный уровень.
Впервые заявил о себе в боксе на международной арене в сезоне 2009 года, когда вошёл в состав индийской национальной сборной и выступил на юниорском мировом первенстве в Ереване.
В 2010 году выиграл серебряную медаль на молодёжном чемпионате Азии в Тегеране, дошёл до четвертьфинала на молодёжном чемпионате мира в Баку.
В 2011 году боксировал на юношеских Играх Содружества в Дугласе, стал серебряным призёром на турнире Таммер в Тампере, впервые одержал победу на чемпионате Индии в зачёте полутяжёлой весовой категории.
На Азиатском олимпийском квалификационном турнире в Астане взял верх над всеми соперниками по турнирной сетке и занял первое место — тем самым прошёл отбор на летние Олимпийские игры 2012 года в Лондоне. На Играх, однако, уже в стартовом поединке категории до 81 кг со счётом 14:15 потерпел поражение от бразильца Ямагути Фалкана и сразу же выбыл из борьбы за медали.
После лондонской Олимпиады Сангван остался в составе боксёрской команды Индии и продолжил принимать участие в крупнейших международных турнирах. Так, в 2013 году он отметился выступлением на чемпионате мира в Алма-Ате, где на стадии четвертьфиналов полутяжёлой весовой категории был остановлен местным казахским боксёром Адильбеком Ниязымбетовым.
В 2014 году выиграл бронзовую медаль на Мемориале Иштвана Бочкаи в Дебрецене, дошёл до четвертьфинала на Играх Содружества в Глазго. Также в этом сезоне представлял команду «Нокауты США» в матчевой встрече со сборной Германии в рамках полупрофессиональной лиги World Series of Boxing.
В 2015 году вновь был лучшим в зачёте индийского национального первенства в полутяжёлом весе.
Пытался пройти отбор на Олимпийские игры 2016 года в Рио-де-Жанейро, но на Олимпийской квалификации Азии и Океании в Цяньане остановился уже на раннем этапе турнира, а на Всемирной олимпийской квалификации в Баку проиграл в четвертьфинале россиянину Петру Хамукову.
В 2017 году в первой тяжёлой весовой категории завоевал бронзовую медаль на Гран-при Усти в Чехии и серебряную медаль на чемпионате Азии в Ташкенте, где в финале был побеждён представителем Казахстана Василием Левитом. При этом на чемпионате мира в Гамбурге выбыл из борьбы уже в 1/8 финала.
В 2018—2019 годах выступал в основном на местных турнирах в Индии и не принимал участия в крупных международных турнирах.